# SharkDog
SharkDog ist eine US-amerikanische Zeichentrickserie von Jacinth Tan Yi Ting. Am 3. September 2021 wurde die Serie auf Netflix veröffentlicht.
Am 8. Juli 2024 wurde die Serie das erste Mal im deutschen Fernsehen auf Nicktoons gezeigt, am 2. August 2025 folgt die deutsche Free-TV-Premiere auf Nickelodeon.

## Handlung
SharkDog ist halb Hai, halb Hund und hat ständig Hunger. SharkDog ist der treue Gefährte des zehnjährigen Max, doch weiß er nichts von seiner Kraft und seinen haifischähnlichen Eigenschaften. Trotz des Chaos bildet er mit Max ein unschlagbares Team. Die beiden beweisen, dass wahre Freundschaft keine Grenzen kennt, egal ob mit Beinen oder Flossen.

## Besetzung und Synchronisation
Die deutsche Synchronisation entsteht unter dem Dialogbuch und der Dialogregie von Iris Artajo durch das Synchronisationsunternehmen VSI Synchron GmbH in Berlin.
| Figur    | Originalsprecher  | Deutscher Sprecher |
| -------- | ----------------- | ------------------ |
| Sharkdog | Dee Bradley Baker | Nicolás Artajo     |
| Max      | Liam Mitchell     | Xara Eich          |
| Mama     | Grey Griffin      | Damineh Hojat      |
| Papa     | Josh McDermitt    | Bernd Egger        |
| Mia      | Kari Wahlgren     | Franziska Trunte   |
| Royce    | Aly Mawji         | Dirk Petrick       |
| Olivia   | Judy Alice Lee    | Saskia Glück       |

## Episodenübersicht
| Staffel           | Episodenanzahl | Veröffentlichung  |
| ----------------- | -------------- | ----------------- |
| 1                 | 7              | 3. September 2021 |
| Halloween Special | –              | 15. Oktober 2021  |
| 2                 | 7              | 30. Juni 2022     |
| 3                 | 7              | 27. April 2023    |

### Staffel 1
| Nummer (gesamt) | Nummer (Staffel) | Deutscher Titel                 | Originaltitel             | Erstausstrahlung  |
| --------------- | ---------------- | ------------------------------- | ------------------------- | ----------------- |
| 1               | 1                | Flossen im Wasser               | Fins in the Water         | 3. September 2021 |
| 1               | 2                | Ein Zuhause für Sharkdog        | Home Sweet Sharkdog       | 3. September 2021 |
| 1               | 3                | Zurückbringen                   | Unfetch                   | 3. September 2021 |
| 2               | 4                | Sharkdoghütte                   | Sharkdoghouse             | 3. September 2021 |
| 2               | 5                | Sharkdog gräbt                  | Sharkdog Digs In          | 3. September 2021 |
| 2               | 6                | Der große Haijäger              | The Great Shark Hunter    | 3. September 2021 |
| 3               | 7                | Haie Haie Haie                  | Sharks Sharks Sharks      | 3. September 2021 |
| 3               | 8                | Sharkdog allein zu Haus         | Sharkdog Home Alone       | 3. September 2021 |
| 3               | 9                | Mein hübscher Sharkdog          | My Fair Sharkdog          | 3. September 2021 |
| 4               | 10               | Sharkdog auf Schatzsuche        | Shark Marks the Spot      | 3. September 2021 |
| 4               | 11               | Die Fishers gehen angeln        | The Fishers Go Fishing    | 3. September 2021 |
| 4               | 12               | Sharkdog versteckt sich         | Hide-and-Go-Shark         | 3. September 2021 |
| 5               | 13               | Blass um die Kiemen             | Green Around the Gills    | 3. September 2021 |
| 5               | 14               | Ein Sturm in Foggy Springs      | A Storm in Foggy Springs  | 3. September 2021 |
| 5               | 15               | Grünzeug                        | Poots and Vegetables      | 3. September 2021 |
| 6               | 16               | Die Rückkehr des Schlafwandlers | Return of the Nightwalker | 3. September 2021 |
| 6               | 17               | Dennis' Drohne                  | Dennis Drones On          | 3. September 2021 |
| 6               | 18               | Die Sharkdogsitterin            | The Sharkdogsitter        | 3. September 2021 |
| 7               | 19               | Fisch-Fiesta-Wahnsinn           | Fish Fiesta Freakout      | 3. September 2021 |
| 7               | 20               | Sharkdog, Familie               | Sharkdog, Family          | 3. September 2021 |

### Staffel 2
| Nummer (gesamt) | Nummer (Staffel) | Deutscher Titel               | Originaltitel               | Erstausstrahlung |
| --------------- | ---------------- | ----------------------------- | --------------------------- | ---------------- |
| 8               | 1                | Die Haihundstage des Sommers  | The Sharkdog Days of Summer | 30. Juni 2022    |
| 8               | 2                | Keine Fische in dieser Schule | No Fishes in This School    | 30. Juni 2022    |
| 8               | 3                | Die wilde Seite               | Going Wild                  | 30. Juni 2022    |
| 9               | 4                | Eine nicht so große Eröffnung | A Not So Grand Opening      | 30. Juni 2022    |
| 9               | 5                | Das Rennen                    | The Fast and The Fishy      | 30. Juni 2022    |
| 9               | 6                | Das Gesamtbild                | The Big Picture             | 30. Juni 2022    |
| 10              | 7                | Der Ersatzspieler             | Air Sharkdog                | 30. Juni 2022    |
| 10              | 8                | Haihundeelend                 | Sick as a Sharkdog          | 30. Juni 2022    |
| 10              | 9                | Der Sharkdog-Coup             | The Sharkdog-Scoop          | 30. Juni 2022    |
| 11              | 10               | Der Partyretter               | The Party Animal            | 30. Juni 2022    |
| 11              | 11               | Sharkdog macht sich nützlich  | Working Like a Sharkdog     | 30. Juni 2022    |
| 11              | 12               | Das Supertalent               | Sharkdog's Got Talent       | 30. Juni 2022    |
| 12              | 13               | Meteor-Manie                  | Meteor Madness              | 30. Juni 2022    |
| 12              | 14               | Plagegeister                  | Pest Friends Forever        | 30. Juni 2022    |
| 12              | 15               | Schlafen wie ein Baby         | Sleeping Like A Baby        | 30. Juni 2022    |
| 13              | 16               | Ceviche zum Abendessen        | Ceviche for Dinner          | 30. Juni 2022    |
| 13              | 17               | Der Surfwettbewerb            | Surf's Up, Sharkdog!        | 30. Juni 2022    |
| 13              | 18               | Sharkdog wird berühmt         | A Sar Fish Is Born          | 30. Juni 2022    |
| 14              | 19               | Geshartknappt                 | Sharknapped                 | 30. Juni 2022    |
| 14              | 20               | Wie ein Fisch im Wasser       | Sharkdog Makes A Splash     | 30. Juni 2022    |

### Staffel 3
| Nummer (gesamt) | Nummer (Staffel) | Deutscher Titel                | Originaltitel                           | Erstausstrahlung |
| --------------- | ---------------- | ------------------------------ | --------------------------------------- | ---------------- |
| 15              | 1                | Haie, Hund und Haihunde        | Sharks, Dogs and Sharkdogs              | 27. April 2023   |
| 15              | 2                | Sharkdog-Tag                   | Sharkdoggy Day                          | 27. April 2023   |
| 15              | 3                | Das Ungeheuer                  | Fins That Go Bump in the Night          | 27. April 2023   |
| 16              | 4                | Gnomkunst                      | Gnome Is Where the Art Is               | 27. April 2023   |
| 16              | 5                | Auf Nachrichtenjagd            | News Hounds                             | 27. April 2023   |
| 16              | 6                | Sharkdog gegen Sharkdog        | Sharkdog vs. Sharkdog                   | 27. April 2023   |
| 17              | 7                | Die Karte                      | All Mapped Out                          | 27. April 2023   |
| 17              | 8                | Sharkdog on Ice                | Sharkdog on Ice                         | 27. April 2023   |
| 17              | 9                | Barb segelt wieder             | How Barb Got Her Groove Back            | 27. April 2023   |
| 18              | 10               | Die Insel                      | Stranger Fins                           | 27. April 2023   |
| 18              | 11               | Ein abenteuerliches Er-Ei-gnis | Sharkdog and Mia's Eggcellent Adventure | 27. April 2023   |
| 18              | 12               | Eingeschneit                   | Snow Way Out                            | 27. April 2023   |
| 19              | 13               | Haihundeschule                 | School of Sharkpups                     | 27. April 2023   |
| 19              | 14               | Haiwelpenzähmen leicht gemacht | How to Train Your Sharkpups             | 27. April 2023   |
| 19              | 15               | Haihundekuchen                 | Sharkbites and Pupcakes                 | 27. April 2023   |
| 20              | 16               | Ausflug in die Stadt           | Puptown Funk                            | 27. April 2023   |
| 20              | 17               | Hoch hinaus                    | Pup, Pup and Away                       | 27. April 2023   |
| 20              | 18               | Wie Haie im Boot               | Sharks on a Boat                        | 27. April 2023   |
| 21              | 19               | Rückkehr zur Insel             | Return to the Island                    | 27. April 2023   |

## Produktion
Am 7. April kündigten Netflix und ViacomCBS International Studios an, dass sie zusammen an einer neuen CG Kinderserie mit dem Namen „SharkDog“ arbeiten. Die erste Staffel startete dann am 3. September 2021 auf Netflix
Am 9. September 2021 kündigte man an, dass die Serie für ein Halloween Special und für eine zweite Staffel zurückkehren wird. Das Halloween Special wurde dann am 15. Oktober 2021 veröffentlicht, während die zweite Staffel am 30. Juni 2022 nachzog.
Im Januar 2023 kündigte man dann die dritte Staffel an, während man am 16. April 2023 bekanntgab, dass man am 27. April 2023 die Staffel auf Netflix veröffentlicht.